# 小行星281068
小行星281068（281068 Chipolin），臨時編號2006 OK1，是一顆位於小行星帶的小行星。由鹿林天文台於2006年7月18日發現。
該小行星以拍攝空拍紀錄片《看見台灣》聞名的台灣空拍攝影師、紀錄片導演齊柏林命名。